# Lista de campeões da Copa do Brasil de Futebol Sub-20
Este anexo apresenta os campeões da Copa do Brasil Sub-20, uma competição de futebol de base organizada pela Confederação Brasileira de Futebol, criada em 2012 com o objetivo de valorizar o trabalho desenvolvido pelos clubes nas categorias de base e contribuir para o surgimento de novos atletas. A competição é disputada anualmente por 32 clubes em um sistema eliminatório. Inicialmente, os participantes eram definidos com base nas campanhas das equipes profissionais no Campeonato Brasileiro. Em 2019, o critério de qualificação foi alterado, passando a ser determinado pelo desempenho nos campeonatos estaduais juniores.
O vencedor da primeira edição, realizada em 2012, foi o Vitória, da Bahia, que superou o Atlético Mineiro na final. Já o São Paulo é o clube com o maior número de títulos, somando quatro conquistas.

## Vencedores
| Ano  | Clube mandante                                                                                | Placar | Clube visitante     | Estádio                   | Local                          | Ref.   |
| ---- | --------------------------------------------------------------------------------------------- | ------ | ------------------- | ------------------------- | ------------------------------ | ------ |
| 2012 | Vitória                                                                                       | 4–1    | Atlético Mineiro    | Manoel Barradas           | Salvador, Bahia                | [ 6 ]  |
| 2012 | Atlético Mineiro                                                                              | 2–1    | Vitória             | Joaquim Henrique Nogueira | Sete Lagoas, Minas Gerais      | [ 7 ]  |
| 2012 | O Vitória venceu por 5–3 no placar agregado.                                                  |        |                     |                           |                                |        |
| 2013 | Santos                                                                                        | 2–0    | Criciúma            | Urbano Caldeira           | Santos, São Paulo              | [ 8 ]  |
| 2013 | Criciúma                                                                                      | 3–1    | Santos              | Heriberto Hülse           | Criciúma, Santa Catarina       | [ 9 ]  |
| 2013 | Empate por 3–3 no placar agregado. O Santos venceu pela regra do gol qualificado.             |        |                     |                           |                                |        |
| 2014 | Internacional                                                                                 | 2–1    | Vitória             | Beira-Rio                 | Porto Alegre, Porto Alegre     | [ 10 ] |
| 2014 | Vitória                                                                                       | 1–2    | Internacional       | Manoel Barradas           | Salvador, Bahia                | [ 11 ] |
| 2014 | O Internacional venceu por 4–2 no placar agregado.                                            |        |                     |                           |                                |        |
| 2015 | Atlético Paranaense                                                                           | 0–2    | São Paulo           | Joaquim Américo Guimarães | Curitiba, Paraná               | [ 12 ] |
| 2015 | São Paulo                                                                                     | 2–0    | Atlético Paranaense | Cícero Pompeu de Toledo   | São Paulo, São Paulo           | [ 13 ] |
| 2015 | O São Paulo venceu por 4–0 no placar agregado.                                                |        |                     |                           |                                |        |
| 2016 | São Paulo                                                                                     | 3–1    | Bahia               | Cícero Pompeu de Toledo   | São Paulo, São Paulo           | [ 14 ] |
| 2016 | Bahia                                                                                         | 2–2    | São Paulo           | Roberto Santos            | Salvador, Bahia                | [ 15 ] |
| 2016 | O São Paulo venceu por 5–3 no placar agregado.                                                |        |                     |                           |                                |        |
| 2017 | Atlético Mineiro                                                                              | 1–1    | Flamengo            | Raimundo Sampaio          | Belo Horizonte, Minas Gerais   | [ 16 ] |
| 2017 | Flamengo                                                                                      | 0–0    | Atlético Mineiro    | Luso-Brasileiro           | Rio de Janeiro, Rio de Janeiro | [ 17 ] |
| 2017 | Empate por 1–1 no placar agregado. O Atlético Mineiro venceu por 3–1 na disputa por pênaltis. |        |                     |                           |                                |        |
| 2018 | Corinthians                                                                                   | 2–1    | São Paulo           | Arena Corinthians         | São Paulo, São Paulo           | [ 18 ] |
| 2018 | São Paulo                                                                                     | 4–0    | Corinthians         | Cícero Pompeu de Toledo   | São Paulo, São Paulo           | [ 19 ] |
| 2018 | O São Paulo venceu por 5–2 no placar agregado.                                                |        |                     |                           |                                |        |
| 2019 | Palmeiras                                                                                     | 2–1    | Cruzeiro            | Allianz Parque            | São Paulo, São Paulo           | [ 20 ] |
| 2019 | Cruzeiro                                                                                      | 4–3    | Palmeiras           | Arena Independência       | Belo Horizonte, Minas Gerais   | [ 21 ] |
| 2019 | Empate por 5–5 no placar agregado. O Palmeiras venceu por 4–1 na disputa por pênaltis.        |        |                     |                           |                                |        |
| 2020 | Bahia                                                                                         | 1–2    | Vasco da Gama       | Fonte Nova                | Salvador, Bahia                | [ 22 ] |
| 2020 | Vasco da Gama                                                                                 | 3–3    | Bahia               | São Januário              | Rio de Janeiro, Rio de Janeiro | [ 23 ] |
| 2020 | O Vasco da Gama venceu por 5–4 no placar agregado.                                            |        |                     |                           |                                |        |
| 2021 | Coritiba                                                                                      | 1–1    | Botafogo            | Couto Pereira             | Curitiba, Paraná               | [ 24 ] |
| 2021 | Botafogo                                                                                      | 1–1    | Coritiba            | Raulino de Oliveira       | Rio de Janeiro, Rio de Janeiro | [ 25 ] |
| 2021 | Empate por 2–2 no placar agregado. O Coritiba venceu por 6–5 na disputa por pênaltis.         |        |                     |                           |                                |        |
| 2022 | Palmeiras                                                                                     | 0–0    | Flamengo            | Arena Barueri             | Barueri, São Paulo             | [ 26 ] |
| 2022 | O Palmeiras venceu por 4–2 na disputa por pênaltis.                                           |        |                     |                           |                                |        |
| 2023 | Cruzeiro                                                                                      | 2–0    | Grêmio              | Mineirão                  | Belo Horizonte, Minas Gerais   | [ 27 ] |
| 2024 | São Paulo                                                                                     | 3–2    | Palmeiras           | Morumbis                  | São Paulo, São Paulo           | [ 28 ] |